# Satyrus powelli
Satyrus powelli är en fjärilsart som beskrevs av Charles Oberthür 1910. Satyrus powelli ingår i släktet Satyrus och familjen praktfjärilar. Inga underarter finns listade.